# Saison 1937-1938 du Nîmes Olympique
Chronologie
Saison suivante
La saison 1937-1938 du Nîmes Olympique est la première saison de l'histoire du club gardois. L'équipe est dirigée pour par Harry Ward, qui occupe le poste d'entraîneur depuis la création du NO, et évolue en championnat de France de deuxième division.

## Avant saison

### Objectif du club
Malgré sa demande d'accès au professionnalisme validée, le club aborde sa première saison avec une situation financière limitée. Ainsi, l'objectif reste avant tout d'obtenir un maintien en deuxième division et perpétuer l'existence du Nîmes Olympique à ce niveau.

### Transferts
Pour constituer le premier effectif de son histoire, le club s'appuie majoritairement sur une base de joueurs locaux. Malgré tout, le Nîmes Olympique s'attèle à recruter des professionnels : avec son statut de joueur de l'Olympique de Marseille, le Hongrois Istvan Meister fait figure de référence parmi les arrivants. En parallèle, le club s'octroie également les services de Joseph Mugnier et Marcel Joumard, transférés par l'AS Saint-Étienne,.  De son côté, Alexandre Amézieux s'engage en provenance du SO Montpellier. Le défenseur grec Nicoloaus Clapsis arrive lui de l'équipe réserve de l'OM.
En juillet 1937, le club acte la venue du demi-centre anglais Harry Ward en provenance de l'Amiens AC pour 5 000 francs. Passé par le Sporting Club nîmois (SCN), ce dernier occupe la fonction d'entraîneur-joueur durant toute la saison. D'autres joueurs évoluant précédemment au SCN, club professionnel de la ville jusqu'en 1937, composent le groupe comme Albert Ressouche, Pierre Méjean, Albert Durieu et Marcel Gébelin. Ancien pensionnaire de cette entité, Éric Nègre rejoint le club en décembre 1937 et évolue dans un premier temps avec l'équipe réserve. Louis Gonzalvez est dans une situation similaire lorsqu'il arrive du MC Alger à la même période.

### Préparation d'avant-saison
Le Nîmes Olympique dispute le premier match de son histoire en match amical face au SO Montpellier le 8 août 1937. Au Parc des Sports de la rue Jean-Bouin, les joueurs héraultais s'imposent lourdement face à leurs homologues nîmois qui mènent pourtant au score à la mi-temps (5-1). Ce résultat s'explique par le remplacement de joueurs réservistes au milieu de la rencontre. Une semaine plus tard, une deuxième rencontre amicale se déroule à Nîmes. L'Olympique alésien, club aguerri au professionnalisme dans les années 1930, remporte aisément son duel face au NO (4-0).

## Compétitions

### Coupe de France
La coupe de France 1937-1938 est la 21e édition de la coupe de France, une compétition à élimination directe mettant aux prises les clubs de football amateurs et professionnels à travers la France métropolitaine et les DOM-TOM. Elle est organisée par la FFF et ses ligues régionales.
Pour son premier match dans l'histoire de la compétition, le Nîmes Olympique commence au niveau du quatrième tour à l'instar des autres équipes de Division 2. Les Nîmois reçoivent les amateurs du Stade Pessacais. Face à une équipe hiérarchiquement inférieure, les joueurs d'Harry Ward font rapidement la différence : sur une passe d'Istvan Meister, Marcel Gébelin ouvre le score d'un but de la tête. Par la suite, Nîmes enchaîne et marque une seconde fois d'un tir d'Aimé Boissier qui profite d'une erreur de main du gardien pessacais. Avant la mi-temps, Gébelin aggrave le score après une ouverture de Boissier puis Alexandre Amézieux marque de la tête faisant suite à une déviation de Meister. Lors de la seconde période, Boissier inscrit le cinquième but nîmois sur une passe de Mondou. Enfin, à cinq minutes du terme, Gébelin conclut la partie d'une ultime réalisation après une offrande de Meister.
Lors du cinquième tour en novembre 1937, les Crocodiles se déplacent et affrontent l'UC Bagnols-sur-Cèze sur ses terres. Très rapidement, les Nîmois prennent l'ascendant sur les amateurs puisqu'Aimé Boissier inscrit un doublé au bout de dix minutes de jeu. Malgré une brève réaction en début de seconde période, Bagnols s'incline finalement après un troisième but de Boissier (3-0).
En trente-deuxième de finale, le club gardois accueille le RC Agde en décembre 1937. Après une période de domination, Nîmes concrétise ses velléités par Guy-Victor Mondon à la moitié de la première période. Au début du second acte, Aimé Boissier marque pour le NO sur une passe de Marcel Gébelin. Cette avance s'aggrave lorsque Louis Reversat inscrit un troisième but. Passé par le Sporting Club nîmois, l'attaquant agathois Schembri réduit ensuite la marque mais ne peut empêcher une défaite logique pour son équipe (3-1).
Au tour suivant en janvier 1938, la rencontre face au Toulouse FC se déroule au Stade des Métairies à Sète. Également pensionnaire de la deuxième division, le TFC livre une partie équilibrée malgré une légère domination nîmoise lors de la première période. À la reprise, Henri Cammarata permet au club toulousain de prendre l'avantage après un mauvais renvoi du gardien Adrien Schneider. Par la suite, Louis Cazal marque un second but et donne la victoire à son équipe (0-2).

### Matchs officiels de la saison
Le tableau ci-dessous retrace dans l'ordre chronologique les rencontres officielles jouées par le Nîmes Olympique durant la saison. Le club gardois a ainsi disputé vingt-huit matchs (12 sur la première phase, 16 dans la poule de relégation) de championnat et quatre tours de Coupe de France. Les buteurs sont accompagnés d'une indication sur la minute de jeu où est marqué le but et, pour certaines réalisations, sur sa nature (penalty ou contre son camp).
Le bilan général de la saison est de neuf victoires, sept matchs nuls et seize défaites avec 48 buts marqués pour 64 encaissés. Les scores les plus fréquents sont le match nul 1-1 intervenus à cinq reprises et la défaite 2-0 qui apparaît quatre fois.
| Compétition     | Débute au tour | Place ou tour final | Matches joués | Gagnés | Nuls | Perdus | Buts pour | Buts contre | Différence |
| Division 2      | -              | 24e                 | 28            | 6      | 7    | 15     | 36        | 61          | -25        |
| Coupe de France | 4e tour        | 16e de finale       | 4             | 3      | 0    | 1      | 12        | 3           | +9         |
| Total           | -              | -                   | 32            | 9      | 7    | 16     | 48        | 64          | -16        |

## Équipe réserve
Dès ses débuts, le Nîmes Olympique compose une équipe réserve. Elle permet à des joueurs de faire leurs débuts avant d'intégrer l'équipe professionnelle. Pour sa première saison, elle prend principalement part à des rencontres amicales contre d'autres réserves ou des équipes locales,. L'équipe participe en parallèle à une coupe régionale où elle s'impose face à la réserve de l'Olympique alésien (3-2) avant de s'incliner face à l'UC Bagnols-sur-Cèze (0-2),.